# Schleswig-Holsteinischer Zeitungsverlag
Schleswig-Holsteinischer Zeitungsverlag (sh:z) er et avisforlag, som udgiver 14 dagblade syd for grænsen med et samlet oplag på cirka 209.090 eksemplarer på hverdage. Forlaget er udsprunget af Flensborgs tysksprogede avis Flensburger Tageblatt. Forlagets administrationen og chefredaktionen ligger stadig i fjordbyen. Trykkeriet ligger derimod i Bydelstorp ved Rendsborg.
I løbet af de seneste årtier blev en række tidligere selvstændige aviser overtaget og integreret i forlaget. Blandt dem er Schlei-Bote fra Kappel, Der Insel-Bote fra Før og Amrum, Sylter Rundschau fra friserøen Sild og Eckernförder Zeitung fra Egernførde. I 2005 blev også Schweriner Volkszeitung fra Mecklenburg-Vorpommern med i alt ni lokaludgaver overtaget.
Forlagets to ældste aviser er Landeszeitung fra Rendsborg og Schleswiger Nachrichten fra Slesvig by. Den slesvigske avis er udsprunget af byens kgl. privilegerede intelligensblad.